# Ayano (タレント)
Ayano（あやの、8月4日 - ）は、日本のダンサー、振付師、舞台女優、声優、モデル。鹿児島県出身。本名石室屋 綾乃（いしむろや あやの）。血液型はB型。インタラクティブウェーブの由梨乃は妹。2024年結婚。

## 出演

### ゲーム
- 蒼き雷霆 ガンヴォルト（2014年、エリーゼ[1][2]）
- カルドアンシェル（2024年、エリーゼ[3]）